# Coupe d'Europe des vainqueurs de coupe féminine de handball 2004-2005
Navigation
Coupe des coupes 2003-2004 Coupe des coupes 2005-2006
La Coupe d'Europe des vainqueurs de coupe de handball féminin 2004-2005 est la 29e édition de la Coupe d'Europe des vainqueurs de coupe de handball féminin, compétition de handball créée en 1976 et organisée par l'EHF.

## Formule
La Coupe des Vainqueurs de Coupe est également appelée C2. Elle regroupe, au 2e tour, 32 équipes. Il est d’usage que les vainqueurs des coupes nationales respectives y participent.

L’arrivée régulière des clubs éliminés de la Ligue des Champions a considérablement relevé le niveau de cette Coupe d’Europe. L’ensemble des rencontres se dispute en matches aller-retour, y compris la finale. 

## Demi-finales
| Date Aller   | Club           | Aller | Total | Retour | Club            | Date Retour   |
| ------------ | -------------- | ----- | ----- | ------ | --------------- | ------------- |
| 9 avril 2005 | Tertnes Bergen | 24-32 | 44-63 | 20-31  | Larvik HK       | 16 avril 2005 |
| 9 avril 2005 | 1. FC Nürnberg | 31-31 | 58-68 | 27-37  | Podravka Vegeta | 16 avril 2005 |

## Finale
| Date Aller  | Club            | Aller | Total | Retour | Club      | Date Retour |
| ----------- | --------------- | ----- | ----- | ------ | --------- | ----------- |
| 14 mai 2005 | Podravka Vegeta | 26-31 | 53-68 | 27-37  | Larvik HK | 21 mai 2005 |

## Les championnes d'Europe
| Championne d'Europe EHF des vainqueurs de coupe 2005 Larvik HK 1er titre |